# Вілкінсбург (Пенсільванія)
Вілкінсбург (англ. Wilkinsburg) — місто (англ. borough) в США, в окрузі Аллегені штату Пенсільванія. Населення — 14 349 осіб (2020).

## Географія
Вілкінсбург розташований за координатами 40°26′39″ пн. ш. 79°52′24″ зх. д. / 40.44417° пн. ш. 79.87333° зх. д. (40.444201, -79.873333).  За даними Бюро перепису населення США в 2010 році місто мало площу 5,83 км², уся площа — суходіл.

## Демографія
Згідно з переписом 2010 року, у селищі мешкало 15 930 осіб у 8152 домогосподарствах у складі 3479 родин. Густота населення становила 2732 особи/км².  Було 10046 помешкань (1723/км²).
Расовий склад населення:
| - 66,6 % — чорних або афроамериканців - 28,3 % — білих - 1,0 % — азіатів - 0,4 % — корінних американців |

До двох чи більше рас належало 3,2 %. Частка іспаномовних становила 1,8 % від усіх жителів.
За віковим діапазоном населення розподілялося таким чином: 19,1 % — особи молодші 18 років, 64,9 % — особи у віці 18—64 років, 16,0 % — особи у віці 65 років та старші. Медіана віку мешканця становила 41,2 року. На 100 осіб жіночої статі у селищі припадало 79,7 чоловіків;  на 100 жінок у віці від 18 років та старших — 74,4 чоловіків також старших 18 років.
Середній дохід на одне домашнє господарство  становив 45 955 доларів США (медіана — 32 324), а середній дохід на одну сім'ю — 57 827 доларів (медіана — 37 607). Медіана доходів становила 39 596 доларів для чоловіків та 31 933 долари для жінок. За межею бідності перебувало 24,1 % осіб, у тому числі 40,4 % дітей у віці до 18 років та 18,3 % осіб у віці 65 років та старших.
Цивільне працевлаштоване населення становило 7319 осіб. Основні галузі зайнятості: освіта, охорона здоров'я та соціальна допомога — 38,5 %, науковці, спеціалісти, менеджери — 12,2 %, мистецтво, розваги та відпочинок — 11,6 %.